# White Night Riots
I White Night Riots (lett.: disordini della Notte Bianca) furono una serie di eventi violenti che ebbero luogo la notte del 21 maggio 1979 a San Francisco, dopo l'annuncio della condanna di Dan White, considerata troppo debole, per gli omicidi del sindaco di San Francisco George Moscone e di Harvey Milk, un membro del consiglio comunale della città che è stato il primo funzionario eletto apertamente gay negli Stati Uniti.
Questi eventi ebbero luogo la notte del 21 maggio 1979 (il giorno prima del 49º compleanno di Milk). All'inizio di quel giorno, Dan White è stato dichiarato colpevole di omicidio volontario, che è la sentenza più leggera possibile in considerazione delle sue azioni. Il fatto che Dan White non sia stato condannato per omicidio di primo grado (omicidio, di cui era stato accusato) ha indignato a tal punto la comunità gay della città che ha scatenato una reazione di incomprensione, impotenza e rivolte che ricordano i moti di Stonewall a New York City nel 1969 (che è considerato il inizio del moderno movimento per i diritti LGBT negli Stati Uniti).

## Storia politica
San Francisco continuò a crescere come rifugio per gli omosessuali. North Beach e Polk Street erano quartieri tranquilli, ciascuno con una grande popolazione omosessuale, ma negli anni '60 la crescita del quartiere Castro superò entrambe. Migliaia di uomini gay migrarono a San Francisco, trasformando il tranquillo quartiere operaio irlandese intorno a Castro Street in un vivace centro di attività. Nel frattempo, molte lesbiche spostarono le loro abitazioni e le loro attività sulla vicina Valencia Street, nel Mission District. Il newyorkese Harvey Milk si trasferì su Castro Street nel 1972 e aprì, l'anno successivo, la Castro Camera. Insoddisfatto del livello di apatia burocratica e dell'indifferenza nei confronti della comunità gay, Milk decise di candidarsi a supervisore cittadino. Attraverso le sue molteplici campagne, culminate nella sua elezione nel 1977, divenne la voce politica della comunità gay, promuovendosi come il “Sindaco di Castro Street”. Nel 1977 si stimava che il 25 per cento della popolazione di San Francisco fosse gay.
Durante il Labor Day del 1974, le tensioni tra la comunità gay e il dipartimento di polizia di San Francisco (SFPD) raggiunsero il culmine quando un uomo fu picchiato e arrestato mentre percorreva Castro Street. Improvvisamente, dei rinforzi della polizia, con i numeri di distintivo nascosti, apparvero sulla strada e picchiarono decine di uomini gay. Di questi, 14 furono arrestati e accusati di aver ostruito un marciapiede. Harvey Milk li soprannominò i “Castro 14” e fu intentata una causa contro la polizia per 1,375 milioni di dollari.
Nel 1975, dopo che George Moscone fu eletto sindaco, nominò Charles Gain a capo della polizia. Gain, la cui posizione conciliante nei confronti degli afroamericani lo aveva etichettato come uno degli ufficiali di polizia più liberali del paese, ben presto si guadagnò l'ira dell'intera forza di polizia. Esso introdusse politiche poco popolari tra i suoi colleghi, come dipingere le auto della polizia di un azzurro polvere e vietare agli agenti di bere durante l'orario di servizio. Le sue misure indulgenti nei confronti degli omosessuali provocarono ulteriore sdegno all'interno della polizia. Quando gli fu chiesto cosa avrebbe fatto se un poliziotto gay si fosse dichiarato apertamente, Gain rispose:
"Penso certamente che un poliziotto gay possa dichiararselo apertamente sotto la mia direzione. Se avessi un poliziotto gay che ne parlasse, lo sosterrei al 100 percento."
Questa dichiarazione fece scalpore all'interno del dipartimento di polizia, attirando l'attenzione nazionale. Proclamata durante la prima settimana di incarico di Gain, la sua affermazione rese anche il sindaco Moscone estremamente impopolare tra i poliziotti. I due erano così fortemente disprezzati dalla polizia che, nel 1977, circolarono voci di un piano da parte di agenti di destra per assassinare Gain, e un anno dopo emersero piani simili con l'obiettivo di colpire il sindaco Moscone.

## Assassinio di Harvey Milk
Insoddisfatto della politica cittadina e in difficoltà finanziarie a causa della sua attività di ristorazione fallimentare e del basso stipendio annuo di 9 600 dollari, l'ex agente di polizia e supervisore Dan White si dimise dal Consiglio dei supervisori di San Francisco il 10 novembre 1978. Tuttavia, dopo un incontro con l'associazione degli agenti di polizia e il consiglio degli agenti immobiliari, White ha annunciato di voler riavere il suo posto. I supervisori liberali hanno visto questa come un'opportunità per porre fine alla divisione 6-5 nel Consiglio che bloccava le iniziative progressiste che volevano introdurre. Dopo un'intensa attività di lobbying da parte dei supervisori Milk e Silver, così come del deputato statale Willie Brown, Moscone annunciò il 26 novembre 1978 che non avrebbe riconfermato Dan White al seggio che aveva lasciato vacante.
La mattina dopo White si recò al municipio armato del suo revolver Smith & Wesson calibro 38 della polizia e di 10 cartucce extra nella tasca del cappotto. Per evitare il metal detector entrò nell'edificio attraverso una finestra del seminterrato e si diresse verso l'ufficio del sindaco George Moscone. Dopo una breve discussione, White sparò al sindaco alla spalla e al petto, e poi due volte alla testa. White si diresse quindi verso il suo ex ufficio, ricaricando la pistola, e chiese a Milk di unirsi a lui. White ha poi sparato a Milk al polso, alla spalla e al petto, e poi due volte alla testa. Il supervisore Dianne Feinstein ha sentito gli spari e ha chiamato la polizia, che ha trovato Milk a pancia in giù, sanguinante dalle ferite alla testa.

## Verdetto di Dan White
White fu imputato di omicidio di primo grado con "circostanze speciali", circostanze che, ai sensi della Proposition 7 della California del 1978, avrebbero permesso l'applicazione della pena di morte. Le circostanze addotte nel caso affermavano che il sindaco Moscone era stato ucciso per bloccare la nomina di una persona a ricoprire il seggio di City Supervisor da cui Dan White si era dimesso, e che, inoltre, più persone erano state uccise.
La condanna di White venne ridotta in parte grazie alla cosiddetta "Twinkie defense". La sua difesa sosteneva che egli soffriva di una capacità diminuata a causa della sua depressione, sintomo della quale era rappresentato dal passaggio da un’alimentazione sana a quella basata sui Twinkies e altri cibi zuccherati. Contrariamente a quanto riportato all'epoca, gli avvocati di White non asserivano che i Twinkies fossero la causa delle sue azioni, ma che il loro consumo era indice della sua depressione sottostante. Il prodotto stesso fu menzionato solo di sfuggita durante il processo.
La giuria ascoltò una registrazione audio della confessione di White, che consisteva in un intenso sfogo emotivo in cui egli esprimeva la pressione subita, tanto che alcuni membri piansero in segno di simpatia per l'imputato.
White rappresentava la "vecchia guardia" di San Francisco, diffidente nei confronti dell'afflusso di gruppi minoritari in città e incarnante una visione più conservatrice e tradizionale, mentre le forze più liberali, come Moscone e Milk, erano percepite come responsabili dell'erosione di tali valori.
Membri dei Dipartimenti di Polizia e dei Vigili del Fuoco di San Francisco hanno raccolto oltre 100.000 dollari per difendere White, e alcuni hanno indossato magliette recanti la scritta "Free Dan White".
Il 21 maggio 1979 White fu dichiarato colpevole di omicidio colposo volontario nei confronti del sindaco Moscone e del supervisore Milk. Fu condannato a sette anni e otto mesi di reclusione nella prigione di Soledad. Con buon comportamento avrebbe potuto essere rilasciato dopo aver scontato due terzi della pena, ovvero circa cinque anni. Al momento del verdetto, il procuratore distrettuale Joseph Freitas, Jr. dichiarò: "È stata una decisione sbagliata. La giuria è stata travolta dalle emozioni e non ha analizzato a sufficienza le prove che dimostravano che si trattasse di un omicidio deliberato e calcolato." In difesa del suo assistito, l'avvocato di White, Douglas Schmidt, affermò che White "è pieno di rimorso e, a mio avviso, si trova in una condizione molto precaria."

## Marcia su Castro Street
Quando gli è stato riferito del verdetto, l'amico e attivista di Milk, Cleve Jones, si è rivolto a un pubblico di circa 500 persone che si erano radunate in Castro Street, raccontando loro del verdetto.
(Cleve Jones)
Al grido di "Fuori dai bar e nelle strade" Jones guidò una folla lungo Castro Street, il cui numero era sostenuto da persone che uscivano da ogni bar. La folla si circondò e marciò di nuovo attraverso il Castro, contando ormai circa 1 500 persone.
In un'intervista del 1984, Jones diede voce al sentimento della folla che iniziò a raggrupparsi in Castro Street dopo che la notizia del verdetto si era diffusa, affermando: "La rabbia sul volto della gente: ho visto persone che conoscevo da anni, ed erano così furiose. Quella per me è stata la cosa più spaventosa. Tutte queste persone che conoscevo dal quartiere, i ragazzi all'angolo, queste persone con cui avevo preso l'autobus, proprio là fuori, urlando per il sangue".

## Cultura di massa
Gli eventi dei disordini della notte bianca sono presenti nel film Milk, con protagonista Sean Penn.